# Eastern Professional Basketball League 1966-1967
La stagione EPBL 1966-67 fu la 21ª della Eastern Professional Basketball League. Parteciparono 10 squadre divise in due gironi.
Rispetto alla stagione precedente i Camden Bullets si spostarono a Hartford, diventando gli Hartford Capitols, mentre i Johnstown C-J's si trasferirono a Asbury Park, cambiando nome in Asbury Park Boardwalkers.

## Squadre partecipanti
- Allentown Jets
- A.P. Boardwalkers
- Harrisburg Patriots
- Hartford Capitols
- New Haven Elms
- Scranton Miners
- Sunbury Mercuries
- Trenton Colonials
- Wilkes-B. Barons
- Wilmington B.B.

## Classifiche

### Eastern Division
| Squadra                  | V  | P  | %    | GB |
| ------------------------ | -- | -- | ---- | -- |
| Wilmington Blue Bombers  | 21 | 7  | 75,0 | -  |
| Hartford Capitols        | 13 | 15 | 46,4 | 8  |
| Trenton Colonials        | 13 | 15 | 46,4 | 8  |
| New Haven Elms           | 7  | 21 | 25,0 | 14 |
| Asbury Park Boardwalkers | 2  | 26 | 7,1  | 19 |

### Western Division
| Squadra             | V  | P  | %    | GB   |
| ------------------- | -- | -- | ---- | ---- |
| Scranton Miners     | 21 | 7  | 75,0 | -    |
| Allentown Jets      | 19 | 9  | 67,9 | 2    |
| Sunbury Mercuries   | 19 | 9  | 67,9 | 2    |
| Wilkes-Barre Barons | 14 | 13 | 51,9 | 6,5  |
| Harrisburg Patriots | 10 | 17 | 37,0 | 10,5 |

## Play-off

### Semifinali di division
|  | Wilmington Blue Bombers | 136 – 119 | New Haven Elms |  |

|  | Wilmington Blue Bombers | 153 – 130 | New Haven Elms |  |

|  | Hartford Capitols | 176 – 170 (d.1t.s.) | Trenton Colonials |  |

|  | Trenton Colonials | 146 – 139 (d.1t.s.) | Hartford Capitols |  |

|  | Hartford Capitols | 133 – 123 | Trenton Colonials |  |

|  | Scranton Miners | 119 – 108 | Wilkes-Barre Barons |  |

|  | Wilkes-Barre Barons | 160 – 151 | Scranton Miners |  |

|  | Scranton Miners | 141 – 130 | Wilkes-Barre Barons |  |

|  | Allentown Jets | 130 – 122 | Sunbury Mercuries |  |

|  | Sunbury Mercuries | 135 – 133 | Allentown Jets |  |

|  | Allentown Jets | 128 – 114 | Sunbury Mercuries |  |

### Finali di division
|  | Wilmington Blue Bombers | 155 – 138 | Hartford Capitols |  |

|  | Wilmington Blue Bombers | 141 – 117 | Hartford Capitols |  |

|  | Scranton Miners | 124 – 122 | Allentown Jets |  |

|  | Scranton Miners | 139 – 132 | Allentown Jets |  |

### Finale EPBL
|  | Wilmington Blue Bombers | 119 – 116 | Scranton Miners |  |

|  | Scranton Miners | 149 – 142 | Wilmington Blue Bombers |  |

|  | Wilmington Blue Bombers | 121 – 103 | Scranton Miners |  |

|  | Scranton Miners | 147 – 129 | Wilmington Blue Bombers |  |

|  | Wilmington Blue Bombers | 143 – 110 | Scranton Miners |  |

### Tabellone
|  | Semifinali di division | Semifinali di division | Semifinali di division |          |            | Finali di division | Finali di division | Finali di division |  |  | Finale EBA | Finale EBA | Finale EBA |  |
|  |                        |                        |                        |          |            |                    |                    |                    |  |  |            |            |            |  |
|  | 1e                     | Wilmington             | 2                      |          |            |                    |                    |                    |  |  |            |            |            |  |
|  | 1e                     | Wilmington             | 2                      |          |            |                    |                    |                    |  |  |            |            |            |  |
|  | 4e                     | New Haven              | 0                      |          |            |                    |                    |                    |  |  |            |            |            |  |
|  | 4e                     | New Haven              | 0                      |          | 1e         | Wilmington         | 2                  |                    |  |  |            |            |            |  |
|  |                        |                        |                        |          | 1e         | Wilmington         | 2                  |                    |  |  |            |            |            |  |
|  |                        |                        | 2e                     | Hartford | 0          |                    |                    |                    |  |  |            |            |            |  |
|  | 3e                     | Trenton                | 2e                     | Hartford | 0          | 1                  |                    |                    |  |  |            |            |            |  |
|  | 3e                     | Trenton                |                        |          |            |                    |                    |                    |  |  |            |            |            |  |
|  | 2e                     | Hartford               | 2                      |          |            |                    |                    |                    |  |  |            |            |            |  |
|  | 2e                     | Hartford               | 2                      |          | Wilmington | Wilmington         | 3                  |                    |  |  |            |            |            |  |
|  |                        |                        |                        |          |            |                    |                    |                    |  |  |            |            |            |  |
|  |                        |                        | Scranton               | Scranton | 2          |                    |                    |                    |  |  |            |            |            |  |
|  | 2w                     | Allentown              | Scranton               | Scranton | 2          | 2                  |                    |                    |  |  |            |            |            |  |
|  | 2w                     | Allentown              |                        |          |            |                    |                    |                    |  |  |            |            |            |  |
|  | 3w                     | Sunbury                | 1                      |          |            |                    |                    |                    |  |  |            |            |            |  |
|  | 3w                     | Sunbury                | 1                      |          | 2w         | Allentown          | 0                  |                    |  |  |            |            |            |  |
|  |                        |                        |                        |          | 2w         | Allentown          | 0                  |                    |  |  |            |            |            |  |
|  |                        |                        | 1w                     | Scranton | 2          |                    |                    |                    |  |  |            |            |            |  |
|  | 4w                     | Wilkes-Barre           | 1w                     | Scranton | 2          | 1                  |                    |                    |  |  |            |            |            |  |
|  | 4w                     | Wilkes-Barre           |                        |          |            |                    |                    |                    |  |  |            |            |            |  |
|  | 1w                     | Scranton               | 2                      |          |            |                    |                    |                    |  |  |            |            |            |  |

## Vincitore
| Campione EPBL 1967                  |
| ----------------------------------- |
| Wilmington Blue Bombers (2º titolo) |

## Premi EPBL
- EPBL Most Valuable Player: Willie Murrell, Scranton Miners
- EPBL Rookie of the Year: Ken Wilburn, Trenton Colonials